# Masao Maruyama
Masao Maruyama (丸山眞男 Maruyama Masao?,  Osaka, 22 de marzo de 1914 - Tokio, 15 de agosto de 1996) fue un politólogo y filósofo político japonés, experto en la historia del pensamiento político japonés. Su obra a menudo ha sido reconocida como una mezcla de pensamiento académico y periodismo.

## Biografía
Nació en Osaka en 1914. como el segundo hijo del periodista Maruyama Kanji. En su juventud fue influido por amigos de su padre, tales como Hasegawa Nyozekan, un círculo que se identificaba con las ideas políticas liberales de la época durante la democracia Taishō.
Tras graduarse de la Tokyo Furitsu Number One Middle School (actualmente conocida como Tokyo Municipal Hibiya High School), ingresó a la Universidad Imperial de Tokio y se graduó del Departamento de Ciencias Políticas de la Facultad de Derecho en 1937. Su tesis "El Concepto de la Nación-Estado en la Ciencia Política" fue distinguida con un premio y Murayama fue pronto contratado como asistente en el mismo departamento.
Originalmente quería especializarse en el pensamiento político europeo, pero decidió cambiar su objetivo y concentrarse en el pensamiento político japonés, una materia que hasta entonces se había centrado fundamentalmente en el concepto del Estado Imperial, y estaba influenciada por una ordenanza básica que requería que las materias se enseñaran "de acuerdo con las necesidades del Estado". Maruyama aportó a la disciplina una perspectiva teórica basada en un extenso comparativismo. La persona que le recomendó seguir esta dirección fue su mentor, el profesor Shigeru Nanbara. Nanbara era extremadamente crítico con las obstrucciones burocráticas y militares al crecimiento de una "comunidad nacional" constitucionalmente definida, y vio las condiciones para una teoría alternativa; pero porque su experiencia se ceñía al área del pensamiento político europeo, motivó al joven Maruyama a seguir esa vía. 
En marzo de 1945, Maruyama fue reclutado en el ejército y desplazado a Hiroshima. Tras vivir la explosión atómica en Hiroshima y ver allí el fin de la guerra, regresó a su puesto en la Universidad en septiembre. Había cogido la tuberculosis durante ese periodo, por lo que tuvo que ser operado y vivió el resto de su vida con un pulmón.
Tras el fin de la guerra publicó ensayos que trataban sobre el militarismo y fascismo de preguerra, entre ellos su "Lógica y Psicología del Ultranacionalismo", publicada en 1946 en Sekai, un periódico de amplia tirada, y con el que atrajo la atención de la comunidad académica inmediatamente. Particularmente, Maruyama consideraba al sistema imperial de preguerra como un "sistema de irresponsabilidad". Continuó escribiendo acerca de la guerra y las políticas japonesas contemporáneas entre finales de los años 40 y principios de los 50 hasta que, debido a sus constantes entradas y salidas de hospitales a mediados de los años 50, se vio obligado a coger un descanso de sus actividades académicas. Regresó a sus investigaciones a finales de los 50 pero cesó de escribir sobre la política reciente y centró su atención en ahondar en el pensamiento político de las eras Edo y Meiji. No fue hasta los últimos años de la década que los primeros trabajos de Maruyama fueron reunidos en una antología y reeditados por primera vez, trayéndole fama y el aplauso de sectores mucho más amplios de la opinión pública japonesa.
Se vio envuelto en las Protestas anti-Ampo contra la revisión del Tratado de Seguridad Japón-USA en 1959 y en diversidad de acciones de movimientos estudiantiles, además de publicar declaraciones anti-tratado. Poco después del impactante golpe del Tratado en la Dieta por parte del primer ministro Nobusuke Kishi el 19 de mayo de 1960, Maruyama emergió como uno de los principales rostros del movimiento-anti-tratado. El 24 de mayo pronunció un dramático discurso "Tiempo para Elegir" (Sentaku no toki) ante una multitud que superaba la capacidad del auditorio en el centro de Tokio. Maruyama declaró que Japón estaba a punto de escoger entre la democracia y la dictadura. Además, argumentaba que debido al escandaloso comportamiento de Kishi, era necesario que los japoneses apoyaran las protestas anti-Tratado para proteger la democracia, incluso aunque no les importara el Tratado mismo.
No obstante, Maruyama llegaría a lamentar su papel de protagonista en la crisis de 1960. A raíz de las protestas, Maruyama fue atacado por oponentes tanto de derechas como de izquierdas. Dese la derecha fue atacado como partidario de comunistas y socialistas, y desde la izquierda fue acusado de defender una democracia "burguesa" estrecha de miras, que solo apoyaba los intereses de las clases capitalistas dirigentes. Fue sobre todo fuertemente atacado por un colega intelectual de la izquierda, Yoshimoto Takaaki, quien tenía un gran número de seguidores entre los estudiantes radicales de la Nueva Izquierda. Durante las protestas universitarias de fines de la década de los 60, Maruyama fue fuertemente denunciado por el frente estudiantil como un símbolo de la democracia de posguerra "que se auto-engañaba". Maruyama a su vez criticó este nuevo movimiento estudiantil, especialmente después de que fuera sometido a un intenso acoso y su oficina personal en la Universidad de Tokio fuera saqueada por estudiantes en 1969. Por esta época Maruyama enfrentó airadamente a los estudiantes. Este tipo de episodios y el deterioro de su salud, lo forzaron a retirarse en 1971, aunque fue nombrado profesor emérito de la misma universidad en 1974.
Aunque sufrió de una salud delicada sobre todo en edad avanzada, continuó estudiando y escribiendo hasta que falleció en Tokio el 15 de agosto de 1996. La obra principal de sus años de retiro fue el comentario en tres volúmenes a la obra de Fukuzawa Yukichi, Bunmeiron no Gairyaku (文明論之概略 ), basado en un seminario que dirigió con un pequeño grupo de trabajo. Fue publicado en 1986 como Reading 'An Outline of a Theory of Civilisation',  (「文明論之概略」を読む) por Iwanami Shoten. Además contribuyó con varios trabajos notables y controvertidos sobre la cultura japonesa o el proceso de traducción del japonés moderno. Más notable es su concepto de basso ostinato. Maruyama se refirió a este concepto de musicología para capturar el substrato socio-histórico subyacente en el pensamiento humano. Aunque el basso ostinato está en contante flujo, las personas lo experimentan como un marco intelectual relativamente estable a través del cual la gente da sentido a la vida.
Fue miembro de la Academia de Ciencias de Japón, miembro extranjero de la Royal Society de Gran Bretaña, y doctor honoris causa de las universidades de Harvard y Princeton.

## Honores
- Orden del Tesoro Sagrado, 3ª clase: rayos dorados y cinta al cuello, 1976.
- Distinción por su Contribución a los Estudios Asiáticos, Association for Asian Studies (AAS), 1993

## Obras representativas traducidas
- Thought and Behaviour in Modern Japanese Politics. London: Oxford University Press, 1963. En Inglés.
- Studies in the Intellectual History of Tokugawa Japan. Translated by Mikiso Hane. Princeton, NJ: Princeton University Press, 1974. En Inglés.
- Denken in Japan. Frankfurt: Suhrkamp, 1988. En Alemán.